# Ergo Proxy
Ergo Proxy (エルゴプラクシー, Erugo Purakushī) é uma série em animê de suspense e ficção científica, produzido pela Manglobe, que estreou no Japão em 25 de Fevereiro de 2006 no canal WOWOW. Foi dirigido por Shukou Murase, com roteiro de Dai Satou et al.. Ergo Proxy possui uma combinação de 2D digital (animação tradicional), modelagem computadorizada em 3D e efeitos especiais digitais. A série possui elementos góticos, cyberpunk e concentra-se fortemente na psicologia e mentalidade de seus protagonistas.

## Enredo
A história começa numa cidade futurista chamada Romdo, construída para a proteção dos cidadãos após o apocalipse ambiental global. Nesta distopia, humanos e AutoReivs (andróides) coexistem pacificamente num ambiente de total controle. Os Autoreivs são separados em 'de companhia' ou 'Entourage' dependendo do seu papel.
Uma série de assassinatos cometidos por robôs e AutoReivs descontrolados infectados pelo vírus Cogito (que faz com que eles adquiram consciência de si) começa a ameaçar o delicado equilíbrio da ordem social de Romdo. Nos bastidores, o governo vem conduzindo experimentos secretos com uma misteriosa forma de vida humanoide chamada Proxy. Acredita-se que os Proxies (descritos como semideuses e Imortais) sejam a chave para a sobrevivência da humanidade.
Os humanos na cidade crescem em úteros artificiais, no entanto isto parece ser mais uma forma de controle sobre a população do que uma necessidade absoluta. De tal maneira, quando uma nova pessoa é gerada, ela é feita para cumprir um propósito específico, assegurando o lugar desta pessoa na sociedade futuramente através de uma "raison d'être" ou "razão de ser".
Em uma entrevista, Dai Satou descreve o projeto:
Note que este parágrafo só toca em um dos temas de apoio da série e pode ter sido extraído de um rascunho prévio ou da ideia original que levou ao projeto, e não descreve apropriadamente toda a história. Por exemplo, o nome do vírus foi mudado de Kojiro para Cogito.

## Personagens

### Principais
- Re-l Mayer - Neta do Regente da Cidade, Donov Mayer. Ela trabalha como Inspectora no Escritório de Inteligência, encarregada de investigar uma série de assassinatos brutais cometidos por robôs infectados pelo vírus Cogito.

seyuu: Rie Saito

- Vincent Law - Um imigrante que trabalha para o governo, com a função de caçar e inutilizar robôs infectados.

seyuu: Koji Yusa
- Pino - Criança AutoReiv infectada pelo vírus Cogito, cuidava da filha de Raul Creed e sua esposa antes de adquirir o vírus.

seyuu: Akiko Yajima

### Secundários
- Iggy - Entourage de Re-l Mayer.

seyuu: Kiyomitsu Mizuuchi
- Raul Creed - O recém nomeado chefe do Escritório de Segurança dos Cidadãos. Ele é encarregado de encobrir o Proxy, e reporta diretamente ao regente.

seyuu: Hikaru Hanada
- Kristeva - Entourage de Raul.

seyuu: Houko Kuwashima
- Daedalus Yumeno - Médico chefe do Time de Pesquisa do Proxy, diretor da Divisão de Saúde e bem estar. Ele tem dois assistentes robóticos, Deleuze e Guattari.

seyuu: Sanae Kobayashi
- Donov Mayer - Velho e debilitado, é o regente de Romdo, avô de Re-l. Ele fala através das vozes de 4 representantes (O coletivo), nomeados em homenagem a filósofos famosos: Derrida, Lacan, Husserl e Berkeley. Esses representantes aparecem como estátuas de Michelangelo, encontradas na Capela Médici.

## Media

### DVD
Ergo Proxy foi lançado em DVD no Japão de 25 de Maio de 2006 a 25 de Janeiro de 2007, contendo nove volumes.  A série foi licenciada pela Geneon Entertainment USA para lançamento apenas na Região 1, que começou em 21 de Novembro de 2006 e teve seis volumes. Em 3 de Julho de 2008, a Geneon Entertainment e a Funimation Entertainment anunciou um acordo para distribuir alguns volumes na América do Norte. Enquanto a Geneon Entertainment ainda retinha a licença, Funimation Entertainment assumiu os direitos autorais, marketing, venda e distribuição dos volumes. Ergo Proxy foi um dos vários títulos que envolviam o acordo.

### Mangá
Um mangá, chamado Centzon Hitchers & Undertaker (センツォン・ヒッチャーズ&アンダーテイカー, Sentson Hitchāzu & Andāteikā) e ilustrado por Yumiko Harao, foi distribuido na Monthly Sunday Gene-X, começando em Março de 2006. Foi mais tarde lançado duas compilações, a primeira em Agosto de 2006 e a segunda em 19 de Fevereiro de 2007.

### Trilha Sonora Original
Opus 1
- 01 - Awakening - Ike Yoshihiro
- 02 - Kiri (Genérico Inicial) - MONORAL - aparece a partir do terceiro episódio.
- 03 - New Pulse - Ike Yoshihiro
- 04 - No.0724FGARK - Ike Yoshihiro
- 05 - Prayer - Ike Yoshihiro
- 06 - Raging Pulse - Ike Yoshihiro
- 07 - Autoreiv Contagion - Ike Yoshihiro
- 08 - Romdo overshadows - Ike Yoshihiro
- 09 - RE-L124c41+ - Ike Yoshihiro
- 10 - Deal in Blood - Ike Yoshihiro
- 11 - Wasteland Nostalgia - Ike Yoshihiro
- 12 - Vital Signs - Ike Yoshihiro
- 13 - Written on Clouds - Ike Yoshihiro
- 14 - WombSys - Ike Yoshihiro
- 15 - Last Exit to Paradise - Ike Yoshihiro
- 16 - He the Empty - Ike Yoshihiro
- 17 - Centzontotochtin - Ike Yoshihiro
- 18 - Fellow Citizens - Ike Yoshihiro
- 19 - Paranoid Android - Radiohead (Final Genérico)

Opus 2
- 01 - Futu-risk - Ike Yoshihiro
- 02 - Mazecity - Ike Yoshihiro
- 03 - Bilbul - Ike Yoshihiro
- 04 - Confession - Ike Yoshihiro
- 05 - Wrong Way Home - Ike Yoshihiro
- 06 - Busy Doing Nothing - Ike Yoshihiro
- 07 - Citotropism - Ike Yoshihiro
- 08 - Angel's Share - Ike Yoshihiro
- 09 - Hideout - Ike Yoshihiro
- 10 - Ophelia - Ike Yoshihiro
- 11 - Domecoming - Ike Yoshihiro
- 12 - Terra Incognita - Ike Yoshihiro
- 13 - Deus Ex Machina - Ike Yoshihiro
- 14 - Eternal Smile - Ike Yoshihiro
- 15 - LIfe After God - Ike Yoshihiro
- 16 - Goodbye Vincent - Ike Yoshihiro
- 17 - Shampoo Planet - Ike Yoshihiro
- 18 - Kiri (Versão Completa) - MONORAL

## Créditos
- Director: Shukou Murase
- Guião: Dai Sato, Yuko Kawabe (Office Crescendo), Seiko Takagi, Yusuke Asayama, Naruki Nagakawa, Junichi Matsumoto
- Design de Personagens: Naoyuki Onda
- Música: Yoshihiro Ike